# Longwu (köpinghuvudort i Kina, Yunnan Sheng, lat 24,00, long 102,40)
Longwu (kinesiska: 龙武铺) är en köpinghuvudort i Kina. Den ligger i provinsen Yunnan, i den sydvästra delen av landet, omkring 120 kilometer söder om provinshuvudstaden Kunming. Antalet invånare är 21 080. Befolkningen består av 10 036 kvinnor och 11 044 män. Barn under 15 år utgör 22,0 %, vuxna 15-64 år 69 %, och äldre över 65 år 8,0 %.
Runt Longwu är det ganska tätbefolkat, med 93 invånare per kvadratkilometer. Det finns inga andra samhällen i närheten. I omgivningarna runt Longwu växer i huvudsak blandskog.
Genomsnittlig årsnederbörd är 1 001 millimeter. Den regnigaste månaden är juli, med i genomsnitt 185 mm nederbörd, och den torraste är februari, med 12 mm nederbörd.